# Jorge Sobisch
Jorge Omar Sobisch (né le 16 janvier 1943  à Buenos Aires), membre du Mouvement populaire de Neuquén (MPN), est gouverneur de la province de Neuquén, l'une des plus riches du pays, de 1991 à 1995, sous Carlos Menem, et de 1999 à 2007. Il est ensuite candidat de droite à l'élection présidentielle de 2007, arrivant 6e avec 1,56 % des voix (284 161 suffrages) avec comme colistier l'écrivain Jorge Asís (en). Cet échec le poussa à se retirer de la scène politique neuquinienne.

## Études et début de carrière
Fils d'un militaire installé dans la province patagonienne et venant d'une famille d'immigrés allemands, Jorge Sobisch est né à l'Hôpital militaire de Buenos Aires, six mois avant le coup d'État du Groupe des Officiers Unis (GOU). Ayant fait l'école primaire à Neuquén, il part à Buenos Aires pour le collège puis effectue son service militaire à Colonia Sarmiento.
En 1971, il se marie à Liliana Planas, institutrice elle-même fille de pionniers s'étant installés dans la province de Neuquén. Ses beaux-parents furent compagnons d'université d'Héctor José Cámpora, le président péroniste de gauche élu en 1973 et qui deviendra l'une des références du kirchnérisme . Sa femme, Liliana, décède en 2009 par défenestration, la police concluant à un suicide.
Il fonde une entreprise de graphisme et devient président d'un club de football local. Devenu sous-officier, son père, Carlos Sobisch, sera péroniste et l'un des fondateurs du Mouvement populaire neuquinien (es), parti provincial important. Dès 17 ans, Jorge lui-même milita au sein du MPN.

## Ascension politique
En 1991, il gagne les primaires au sein du Mouvement populaire neuquinien (es). Il est ainsi élu gouverneur de Neuquén, succédant au caudillo du MPN Pedro Salvatori (en). Bon ami du patron de Zanon, une fabrique de tuiles en céramique, il soutient économiquement celle-ci via des aides de Neuquén. Après la crise de 2001, Zanon, renommé FaSinPat (Usine sans patrons), deviendra l'un des emblèmes du mouvement des entreprises autogérées.
Aux élections de 1995, il battu par l'un des fondateurs du MPN, Felipe Sapag (en), qui devient pour la cinquième fois gouverneur de la province.

## La gouvernance de Neuquén et le conflit social de 2007
Réélu en 1999, il gouverne la province jusqu'en 2007 ayant été triomphalement réélu en 2003 avec 57 % des voix. Ces succès lui permettent d'obtenir la présidence du MPN et d'écarter ses rivaux. Il s'appuie également sur son succès aux législatives de 2005 pour devenir, en février 2006, président de l'Assemblée constituante régionale, chargée de réformer la Constitution de Neuquén. À Buenos Aires, il s'adjoint les soutiens de Mauricio Silva, Hugo Melgar et Gabriel Melgar en créant le Mouvement des provinces unies (MPU, conservateur).
En 2007, une grève éclate dans la province, revendiquant la revalorisation des salaires. Le 4 avril 2007, la mort d'un professeur syndicaliste, Carlos Fuentealba (es), lors d'un blocage de la nationale 22, le fragilise: on l'accuse d'être le responsable politique de cette bavure policière. Sobisch prit la responsabilité de l'évacuation de force des grévistes, rejetant toutefois celle de la bavure sur la police. La mort du syndicaliste provoqua un immense mouvement de mobilisation dans la province, durant lequel le MPN refusa de siéger à l'Assemblée régionale, provoquant sa fermeture de facto. Le policier responsable du décès fut inculpé d'homicide. Au bout de près de deux mois, les professeurs cessèrent de faire grève, ayant obtenu une hausse des salaires tandis que la famille de la victime obtint une indemnisation. Lorsque l'Assemblée régionale se réunit à nouveau pour siéger, la demande de l'opposition de mettre en œuvre une procédure de jugement politique à l'égard de Sobisch fut enterrée par la majorité, contrôlée par le MPN.
Outre cette bavure, il est également critiqué pour ses rapports tendus avec les journalistes, notamment avec ceux du Río Negro (es). Il est accusé tant par les organismes de défense des droits de l'homme que le syndicat local des journalistes ou que l'Association de la presse interaméricaine d'intimider ses critiques et de favoriser ses amis.
À la tête d'une province déjà riche, il bénéficie aussi du succès de la politique nationale menée par son adversaire, Nestor Kirchner, ainsi que du soutien financier accordé par l'État à la province (330 millions de pesos). Avec le rétablissement progressif du tissu économique de l'Argentine, dévasté par la crise de 2001, le chômage baisse de façon importante à Neuquén sous son mandat (de 22 à 6 % en 2005 selon ses dires). Cela ne l'empêchait pas de soutenir l'ex-président et ministre de l'Économie Eduardo Duhalde, tenu pour beaucoup pour l'un des responsables - avec notamment le président Carlos Menem - de la crise de 2001.

## La campagne électorale nationale de 2007
Lors de la campagne pour les élections générales de 2007, Jorge Sobisch soutenait l'aile dissidente du péronisme, située à droite, et s'opposant à Nestor Kirchner, candidat du Front pour la victoire-Parti justicialiste (centre-gauche), qu'il n'hésitait pas à comparer à Evo Morales. Il était ainsi en contact étroit avec l'ex-président Carlos Menem, le cacique Adolfo Rodríguez Saá ou son frère Alberto Rodríguez Saá.
Cependant, il ne réussit pas à obtenir leur soutien pour une candidature dissidente, Alberto Rodríguez Saá se présentant sous les couleurs du Frente Justicia, Unión y Libertad. Sobisch présenta alors une candidature indépendante, avec comme colistier, pour la vice-présidence, l'écrivain Jorge Asís (en). Il est isolé sur la scène politique, son ex-allié contre Kirchner, le candidat de droite Mauricio Macri, s'étant éloigné de lui depuis la mort de Carlos Fuentealba et ayant décidé de s'allier avec Ricardo López Murphy (Recréer pour la croissance). Depuis 2002, il avait un différend avec Murphy, un des députés de Recréer pour la croissance l'ayant accusé de corruption.
Il n'obtint comme seul soutien politique que celui de l'entrepreneur populiste Juan Carlos Blumberg (en), qui défendait à Buenos Aires un programme sécuritaire à la suite de l'enlèvement tragique de son fils.
Ne représentant ainsi qu'une candidature parmi d'autres à droite, rivalisé notamment par Menem et Ricardo López Murphy, voire Roberto Lavagna soutenu par l'Union civique radicale (UCR, centre-droit), la formule Sobisch-Asís n'obtint ainsi qu'un succès d'estime, y compris dans la province de Neuquén. Jorge Sobisch arriva ainsi 6e avec 1,56 % des voix (284 161 suffrages). Cet échec le pousse à ne pas se représenter à l'élection à la gouvernance, au cours duquel son rival Jorge Sapag (en) fut à nouveau élu.